# 阿尔米尔·图尔科维奇
阿尔米尔·图尔科维奇（Almir Turković，1970年11月3日—）是一名已退役波斯尼亞和黑塞哥維那名波斯尼亚职业足球運動員，退役前司職前锋，現今阿尔米尔·图尔科维奇是一位教练。